# Platypalpus bartaki
Platypalpus bartaki är en tvåvingeart som beskrevs av Chvala 1989. Platypalpus bartaki ingår i släktet Platypalpus och familjen puckeldansflugor. Inga underarter finns listade i Catalogue of Life.